# 天门站
天门站位于湖北省天门市境内，为沪渝蓉高速铁路（沿江高铁）武汉至宜昌段建设中的车站。
车站位于天门市杨林街道王施村附近、竟陵街道二龙庙村东侧，距市中心5.5km。该站于2021年9月20日开工建设，时名天门北站，2024年11月与长荆铁路原天门站交换站名。预计2025年完工。

## 车站规模

### 站场
天门站设计规模3台7线（含正线2条，到发线5条），到发线有效长为650m。设450m×12m×1.25m中间站台3座，站台雨棚与站台等长布置。站房面积约2.2万平方米。

### 天桥和地道
天门站设天桥和地道各一座，宽度均为8m。

### 综合维修车间
天门站设综合维修车间1处，配线5条。